# Michael Levey
Michael Vincent Levey (Londra, 8 giugno 1927 – Louth, 28 dicembre 2006) è stato uno storico dell'arte e docente inglese, direttore della National Gallery dal 1973 al 1986.

## Biografia
Levey nacque a Londra nel quartiere di Wimbledon, ma crebbe a Leigh-on-Sea, nell'Essex . Frequentò la Oratory School, un collegio cattolico nei pressi di Reading. Nel 1945 fu arruolato nel servizio nazionale, incarico che svolse principalmente in Egitto. Dopo la smobilitazione nel 1948, Levey proseguì gli studi all'Exeter College di Oxford dove si laureò con lode dopo soltanto due anni di frquenza.
Nel 1951 Levey entrò alla National Gallery come assistente di Martin Davies, consevatore dell'istituzione. Assieme ai compiti amministrativi poté svolgere le sue ricerche accademiche e nel 1956 pubblicò un catalogo sui dipinti italiani del XVIII secolo nella Galleria. Con la diffusione di libri d'arte con riproduzioni a colori a prezzi accessibili per il grande pubblico negli anni '60 a Levey venne commissionata la redazione di una panoramica della pittura occidentale per la collana World of Art della Thames & Hudson. Il libro realizzato da Levey A Concise History of Painting: From Giotto to Cézanne (1962), narra la storia dell'arte europea dall'introduzione della prospettiva in Italia agli albori dell'arte moderna nei primi decenni del XX secolo.
Dal 1963 al 1964, Levey insegnò storia dell'arte presso l'Università di Cambridge; nel 1966 le sue lezioni vennero pubblicate con il titolo From Rococo to Revolution. The Early Renaissance, scritto un anno dopo, è considerato un'altra pietra miliare nell'editoria divulgativa dell'arte, e fu la prima opera di saggistica a vincere l'Hawthornden Prize.  Levey divenne vice-conservatore della National Gallery nel 1966, conservatore nel 1968 e infine direttore nel 1973.
Nel 1985 rinunciò all'incarico presso la galleria per poter assistere la moglie, la scrittrice e critica Brigid Brophy, a cui era stata diagnosticata la sclerosi multipla.  Brophy e Levey si erano sposati nel 1954 e nel 1957 nacque figlia Kate.
Levey fu un membro della British Humanist Association e della British Academy.

## Pubblicazioni selezionate
- (EN) The German School, in National Gallery Catalogues, Londra, National Gallery, 1959.
- (EN) Pictures in the Royal Collection, The Later Italian Pictures, Londra, Phaidon Press, 1964.
- (EN) A Concise History of Painting: From Giotto to Cézanne, collana The World of Art Library, Thames & Hudson, 1960.
  - Traduzione  Breve storia della pittura : da Giotto a Cézanne, Milano, Club degli Editori, 1962c.
- (EN) Dürer, W.W, Norton & Co, 1964.
  - Traduzione Dürer, Bergamo, Istituto italiano d'arti grafiche, 1965.
- (EN) Painting at Court, Londra, Weidenfeld and Nicolson, 1971.
- (EN) Early Renaissance, Penguin, 1967.
- (EN) The 17th and 18th century Italian Schools, in National Gallery Catalogues, Londra, National Gallery, 1971.
- (EN) The Life & Death of Mozart, Weidenfeld and Nicolson, 1971.
- (EN) From Rococo to Revolution: Major Trends in Eighteenth-Century Painting, collana The World of Art Library, Thames & Hudson.
- (EN) Painting in XVIII century Venice, 2ª edizione aggiornata, Ithaca, Cornell University Press, 1980  [1959].
  - traduzione  La pittura a Venezia nel diciottesimo secolo, Milano, Edizioni la Comunità, 1983.
- (EN) Giambattista Tiepolo : his life and art, New Haven, Yale University Press, 1986.
  - traduzione  Giambattista Tiepolo : la sua vita, la sua are, Milano, Mondadori, 1988.
- (EN) The Case of Walter Pater, Thames & Hudson, 1978.
- (EN) The National Gallery Collection, Londrs, National Gallery Publications, 1987.
  - Traduzione  La collezione della National Gallery, Cinisello Balsamo, Silvana editoriale, 1992.
- (EN) Painting and Sculpture in France, 1700-1789, Yale University Press, 1993  [1972].
- (EN) Florence, a Portrait, Londra, Jonathan Cape, 1996.